# Bende Harris
Bende Harris (navngivet Bende Peters)(født 23. maj 1939 på Frederiksberg) er en dansk skuespiller.
Harris blev uddannet fra Skuespillerskolen ved Aarhus Teater i 1965 og debuterede som Klatremus i Dyrene i Hakkebakkeskoven. Hun fik senere roller ved Svalegangen, Gladsaxe Teater og Folketeatret. Hendes gennembrud var i rollen som fru Gruesen i Parasitterne.
Hun blev i 1961 gift med Preben Harris, som hun har sønnen Kim Harris sammen med.

## Filmografi
- Ullabella (1961)
- Elsker - elsker ikke (1995)

### Tv-serier
- Matador (1978-1981)
- Anthonsen (1984)
- TAXA (1997-1999)
- Rejseholdet (2000-2003)